# Waldfriedhof Kramsach

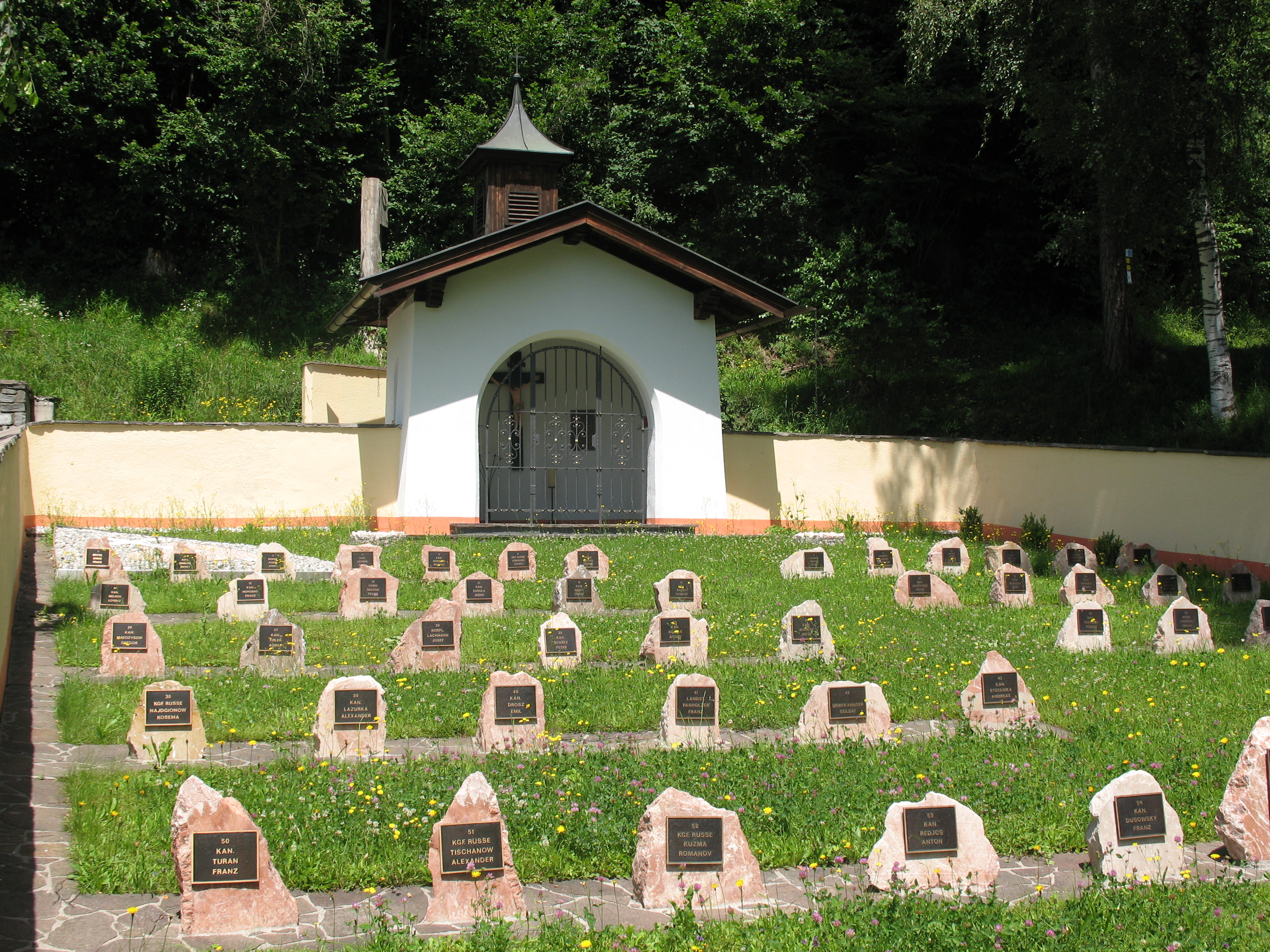
Kramsach, Voldöpp, Soldatenfriedhof, Detail

Der Waldfriedhof Kramsach (vormals Militärfriedhof Kramsach), auch bekannt als Soldatenfriedhof Voldöpp-Kramsach, ist ein denkmalgeschützter Soldatenfriedhof für die Gefallenen des Ersten und Zweiten Weltkrieges. Neben dem Friedhof bei der Pfarrkirche Kramsach ist er der einzige, für die Bestattung von Verstorbenen erbaute, Friedhof in der Tiroler Gemeinde Kramsach. Der Kramsacher Museumsfriedhof dient als privates Freilichtmuseum.

## Geschichte
Erstmalige Pläne für einen Soldatenfriedhof im Kramsacher Ortsteil Voldöpp gab es 1918. In diesem Jahr überließ die dortige Gemeindevorstehung dem Kriegsministerium eine Grundfläche von 130 Quadratmeter zur Errichtung eines Militärfriedhofes.  Die Initiative dafür ging von der ortsansässigen Offiziersvereinigung aus. Eine offizielle Verkündung der Fertigstellung des Soldatenfriedhofes gab es im März 1925. Zu diesem Zeitpunkt gab es 89 Heldengräber. Nachdem der Friedhof zuvor in Holz angelegt war, wurde er 1926 in Stein ausgebaut. Diese Ausbauarbeiten wurden durch zwei Angriffe eines Unbekannten erschüttert. Mittels Hammerschlägen kam es zu einer Beschädigung von 39 der insgesamt 91 Grabsteinen.
Am 12. September 1926 kam es zur feierlichen Einweihung der Gedächtniskapelle am Militärfriedhof Kramsach. In Anwesenheit vieler Ehrengäste, verschiedener Kriegervereinigungen und anderer Vereine wurden nach einer Gedächtnismesse Friedhof und Kapelle in die Obhut der Gemeinde übergeben. Wegen Baufälligkeit wurde die Kapelle unter Mithilfe der Kramsacher Schützen 1981 neu errichtet. Zur erneuten Einweihung kam es am 26. Juli 1981.
Heute wird der Soldatenfriedhof als Waldfriedhof bezeichnet. Auf ihm wird 132 ehemaliger Soldaten gedacht. 46 davon sind dem Ersten Weltkrieg und 86 dem Zweiten Weltkrieg zuzuordnen. Gefallene aus dem Ersten Weltkrieg sind auf Tafeln erwähnt, während Gefallene des Zweiten Weltkriegs auf einseitig glattgeschliffenen Natursteinen mit Plaketten erwähnt werden. Unter den Begrabenen des Zweiten Weltkriegs befindet sich auch eine Frau. Ein Grabstein ist namenlos. Um den Erhalt des Kriegerfriedhofs kümmert sich das Schwarze Kreuz. Die laufenden Wartungsarbeiten erledigt die Gemeinde Kramsach.

## Gedächtniskapelle
Die 1926 eingeweihte offene Kapelle ist den 45 Gefallenen von Kramsach-Mariatal gewidmet. Errichtet wurde sie, wie auch der Friedhof selbst, von der Offiziersvereinigung von Kramsach-Achenrain unter Initiative des Majors i. R. Unzeitig. Neben den 45 gefallenen Kramsacher Soldaten steht auf einer dritten Tafel: „Zum Gedenken Oberstleutnant Arthur v. Klingspor, Geb. Art. Regt. Nr. 8, * 3.1.1871 Rabstein Böhmen, † 8.9.1918 Brixlegg“.  Im Inneren der Kapelle ist ein Altarbild, gemalt von Oberst i. R. Oppacher zu sehen. Neben einer Darstellung von Jesus am Kreuz ist darauf ein sterbender Soldat, dem der offene Himmel winkt, abgebildet. Im Hintergrund wurde der Einsatz des letzten Regiments bildlich dargestellt.
Aus unbekannten Gründen bekam die Kapelle Jahre später einen eigenen Glockenturm. Im Zuge des Wiederaufbaus 1981 wurde dort auch eine neue Glocke eingesetzt.

## Sonstiges
Es ist unbekannt, weshalb der Soldatenfriedhof Voldöpp-Kramsach auch Verstorbenen des Zweiten Weltkrieges gewidmet ist. Bislang wird davon ausgegangen, dass dort nur Soldaten des Ersten Weltkrieges ihre letzte Ruhestätte gefunden haben. Ebenso wurde nicht überliefert, weshalb es heute nicht mehr wie im Jahr 1926 91, sondern 86 Grabsteine gibt.